# Amsteldok
Amsteldok is een groot kantoorgebouw aan de Amsteldijk en de Trompenburgstraat in de Rivierenbuurt in Amsterdam-Zuid, ontworpen door de Rotterdamse architect Huig Aart Maaskant. Tot 2019 heette het gebouw Rivierstaete.

## Geschiedenis
Aan het begin van de 20e eeuw was hier de automobielfabriek van Spyker en daarna vestigde zich op deze plaats de papierfabriek Nestelroy Trompenburg, die in 1968 geliquideerd werd.
Rivierstaete werd gebouwd in de periode 1967 tot 1973 en was bij oplevering het grootste kantoorgebouw van Europa, kostprijs 40.000.000 gulden. In de bouwperiode werd in 1972 in de Trompenburgstraat een metalen sculptuur (Vier kolommen onder een hoek van 45 graden) van André Volten geplaatst. Het gebouw had acht verdiepingen in verspringende lagen, de buitenwanden waren voorzien van witte tegels, waardoor het gebouw opviel te midden van woongebouwen in rood baksteen. Het kreeg al snel de bijnaam 'De Apenrots'.
Verscheidene bedrijven waren in het gebouw gevestigd. Ook de consulaten van Peru en de Republiek Ivoorkust en de ICT-afdelingen van de Universiteit van Amsterdam en de Hogeschool van Amsterdam zijn in het gebouw gevestigd geweest.

## Renovatie
Om het pand beter aan de eisen van de tijd te laten voldoen werd in 2016 begonnen met herontwikkeling van het pand. Hierbij zijn in het restauratieontwerp van MVSA de met witte tegeltjes bedekte muren met een relatief lage horizontale ramenrij vervangen door verdiepingshoge ramen. Hiermee werd gepoogd het gebouw transparanter en minder kolossaal te laten ogen. Ook werd er een nieuwe verdieping met dakterras gerealiseerd.
In 2018 nam PR- en reclamebedrijf WPP Group als de nieuwe hoofdhuurder hun intrek in het pand. Begin 2019 werd het pand heropend en kreeg het een nieuwe naam; Amsteldok. De naam Rivierstaete zou te veel aan het gesloten en ouderwetse karakter van het oorspronkelijk ontwerp doen denken. Grafisch kunstenaar Martin Cadwallader ontwierp een nieuw logo voor het gebouw. Het interieur is ontworpen door BDG architecture + design (dochteronderneming van WPP Group), gevestigd in Londen. In 2019 was de uitkomst van de verbouwing een van de gegadigden voor het winnen van Amsterdamse Architectuur Prijs, maar won uiteindelijk niet.

## Afbeeldingen

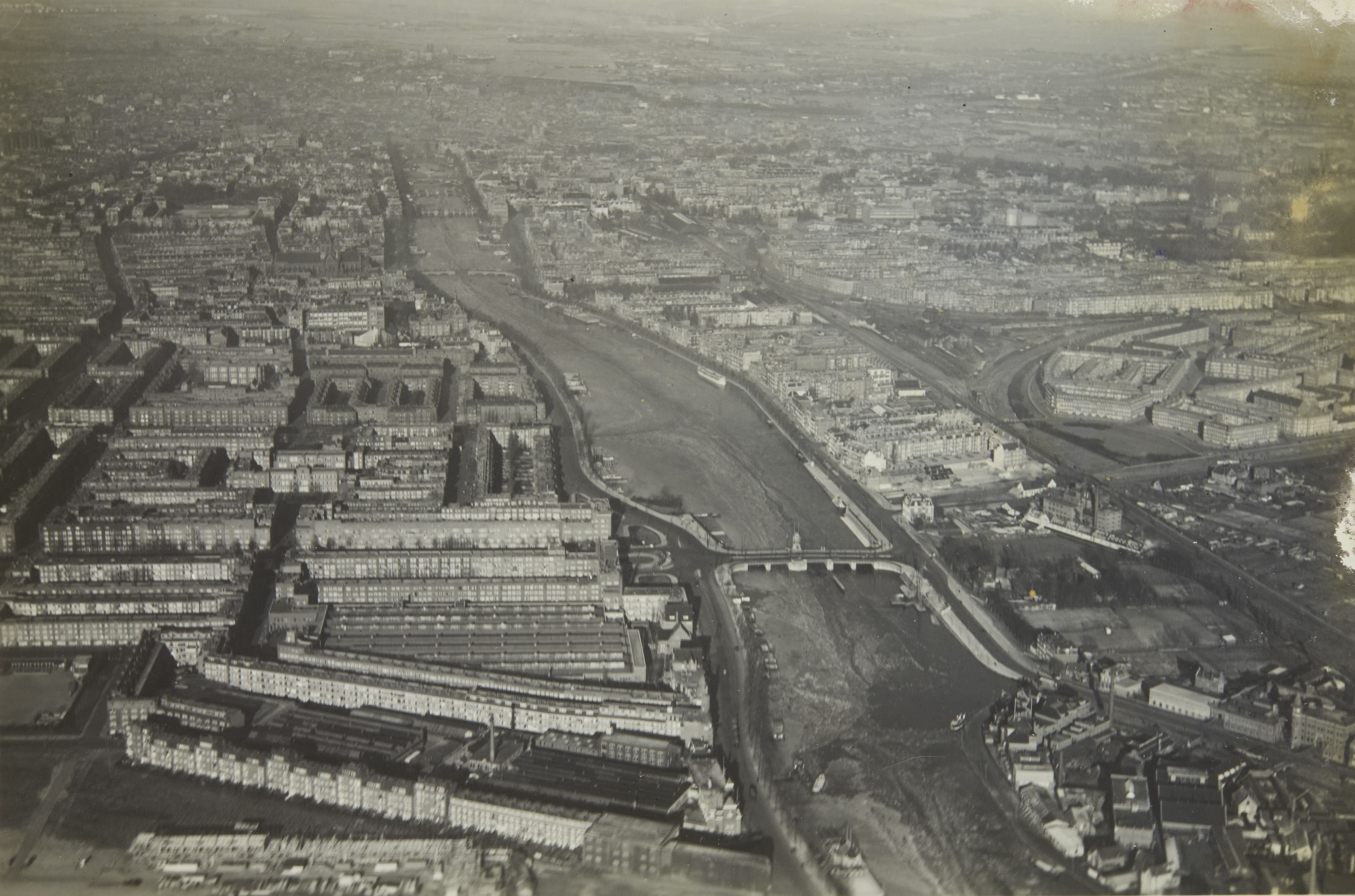
Spyker-fabriek aan de Amstel, links onder in beeld
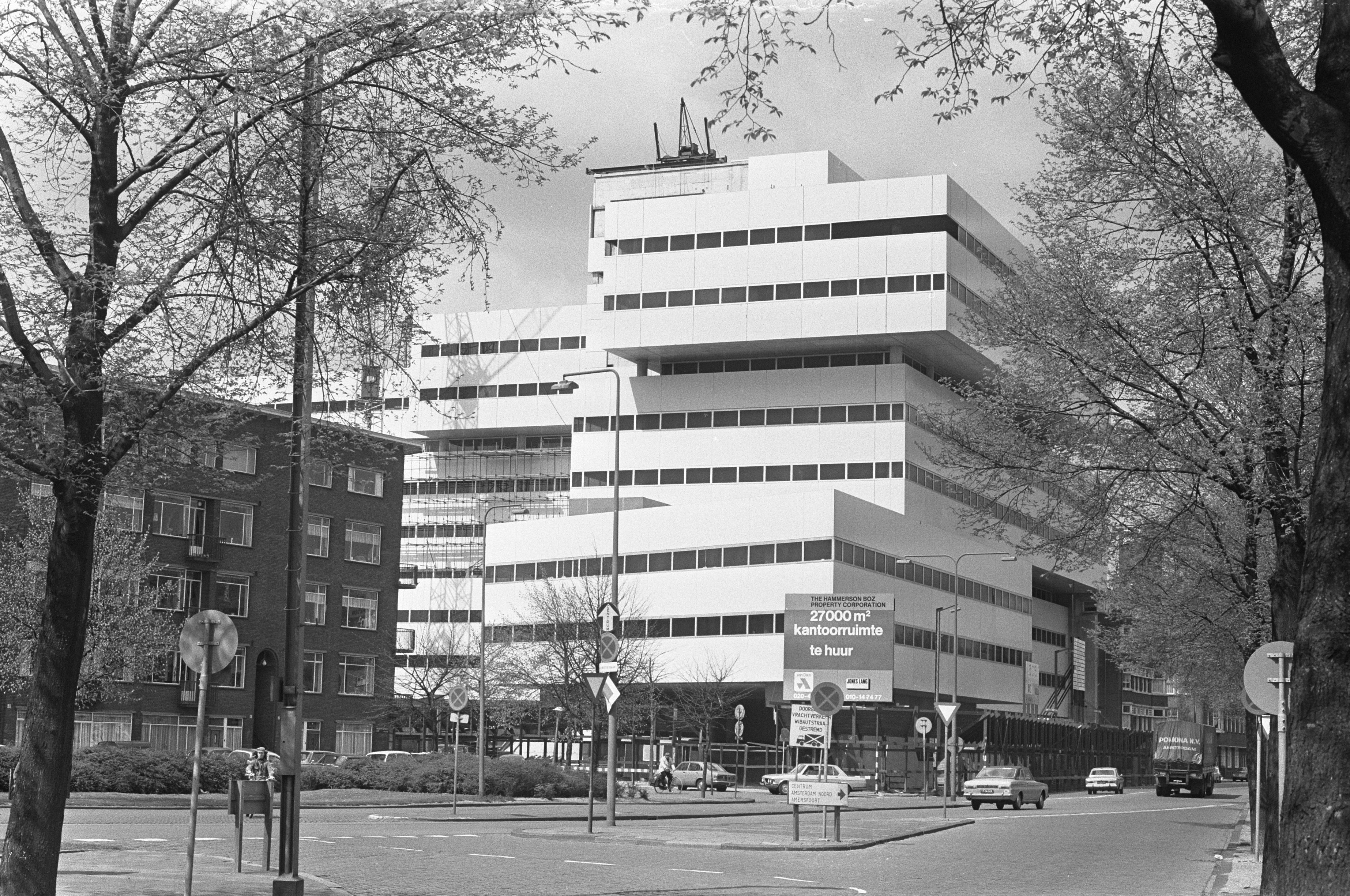
Rivierstaete in aanbouw, 1972
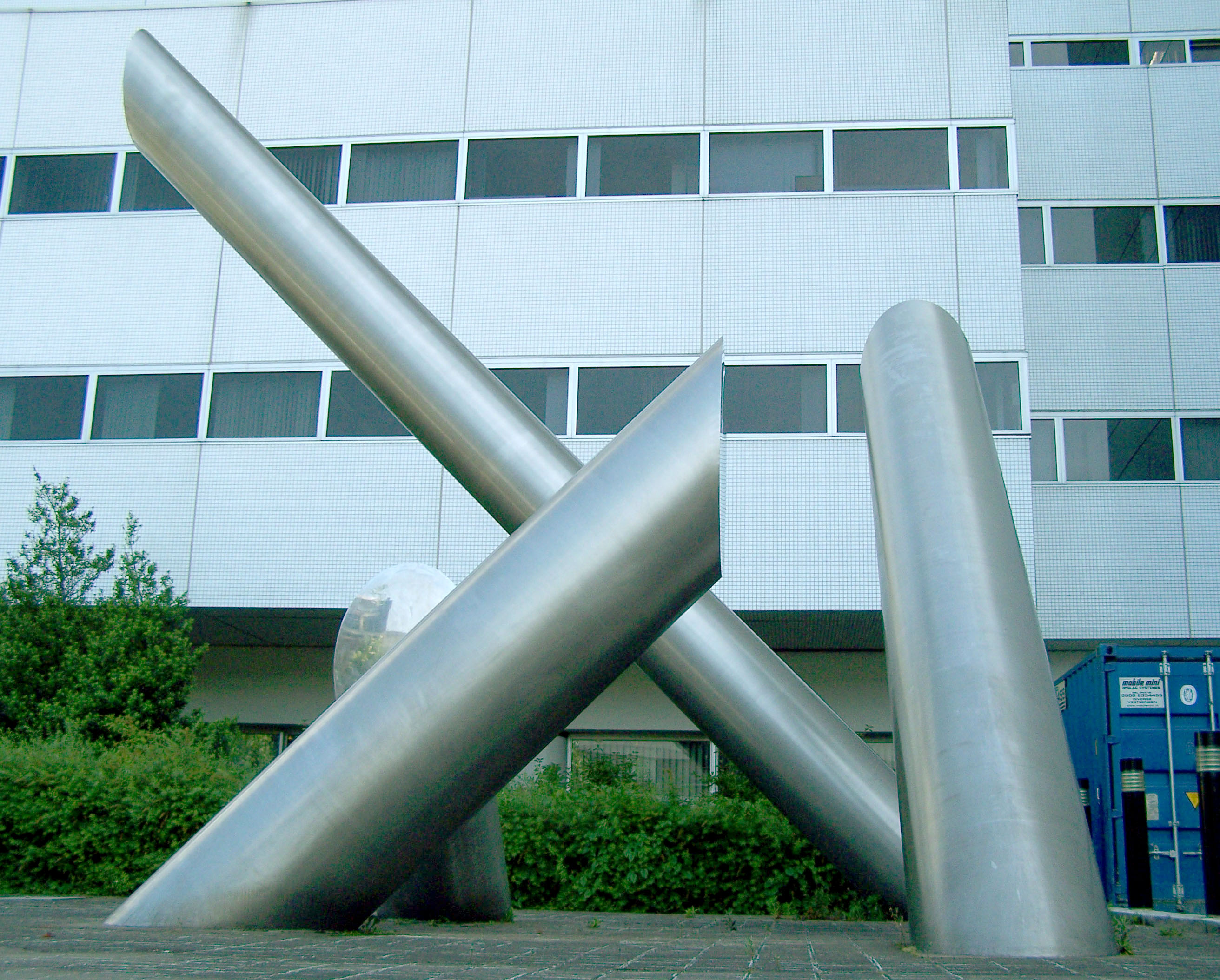
Kunstwerk Vier kolommen onder een hoek van 45 graden van André Volten
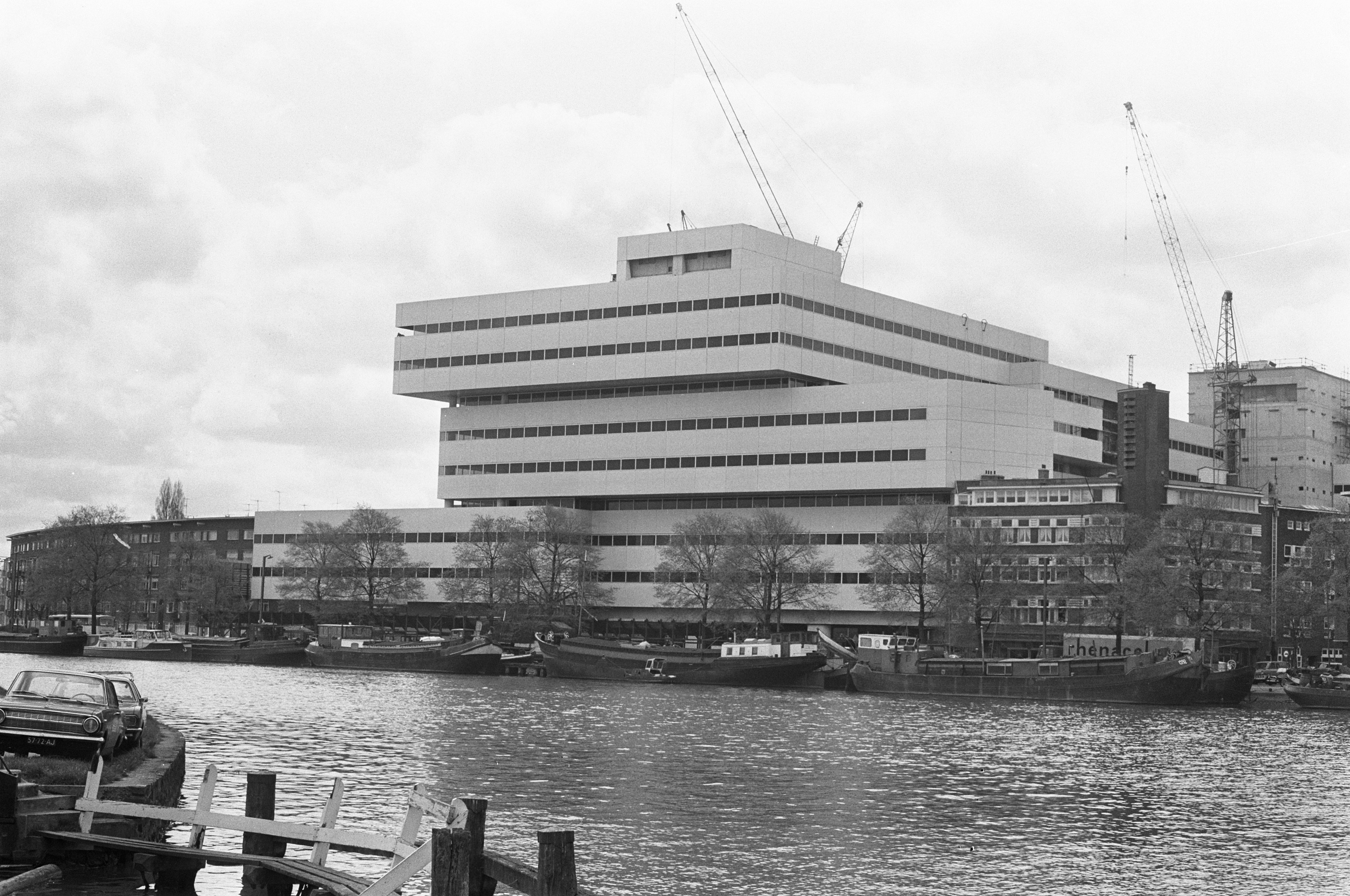
Rivierstaete in aanbouw (1972)
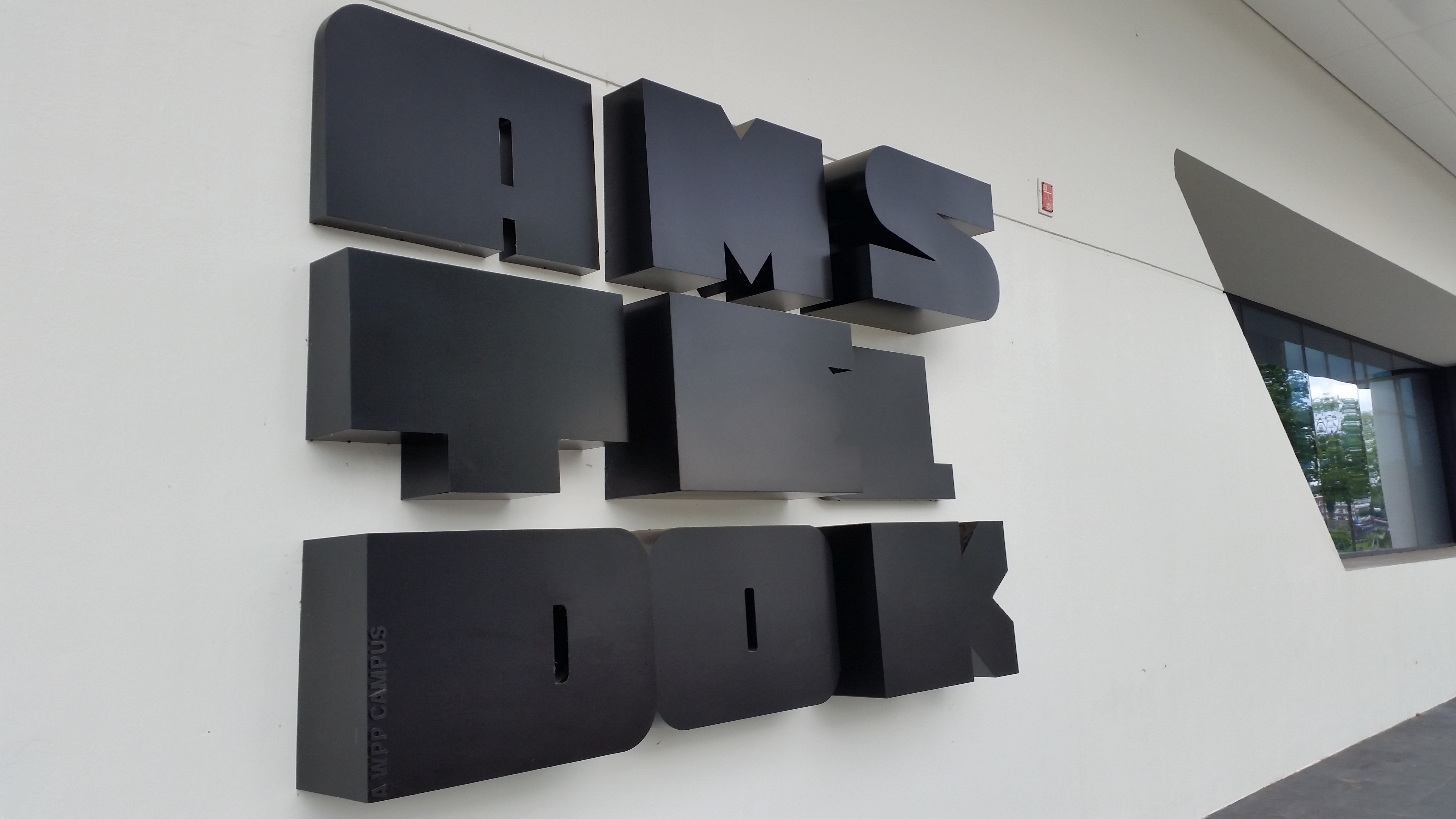
Logo Amsteldok (juni 2019)